# Stadio Repubblicano di Step'anakert
Lo stadio Repubblicano di Step'anakert (in armeno Ստեփանակերտի մարզադաշտ; in azero Xankəndi stadionu) è un impianto sportivo polivalente azero di Step'anakert, fino al 2024 stadio nazionale della repubblica dell'Artsakh (fino al 2017 denominata repubblica del Nagorno Karabakh).

## Storia
Già denominato Stadio Stepan Shahumyan, fu gravemente danneggiato e reso inutilizzabile dalla prima guerra del Nagorno Karabakh. È stato oggetto di lavori di ricostruzione tra il 2004 ed il 2005 e quindi rinnovato nel 2008 con l'ammodernamento della struttura, l'approntamento del sistema di illuminazione e la copertura della tribuna. L'impianto ospitava le partite della squadra della capitale (Lernayin Artsakh Stepanakert), quelle della selezione di calcio del Nagorno Karabakh, parate ed eventi artistici.

## Ubicazione
Si trova nel centro della città di Step'anakert, ad un centinaio di metri dalla piazza dell'ex Parlamento karabakho, alla quale è collegato da una armoniosa scalinata (fiancheggiata da curiose e moderne statue e chiamata "viale degli innamorati") che discende fino all'ingresso principale dell'impianto di fronte al quale vi è una grande fontana con una vasca dalla quale si alzano due grandi mani.

## Caratteristiche
Terreno in erba con pista d'atletica a sei corsie. Lo stadio ha una capacità di dodicimila posti tutti a sedere. La tribuna centrale è coperta.